# Nueva Alborada
Nueva Alborada é uma cidade do Paraguai, Departamento Itapúa.

## Transporte
O município de Nueva Alborada é servido pelas seguintes rodovias:
- Caminho em pavimento ligando a cidade ao município de La Paz. [1][2][3]